# Calanque de la Mélette

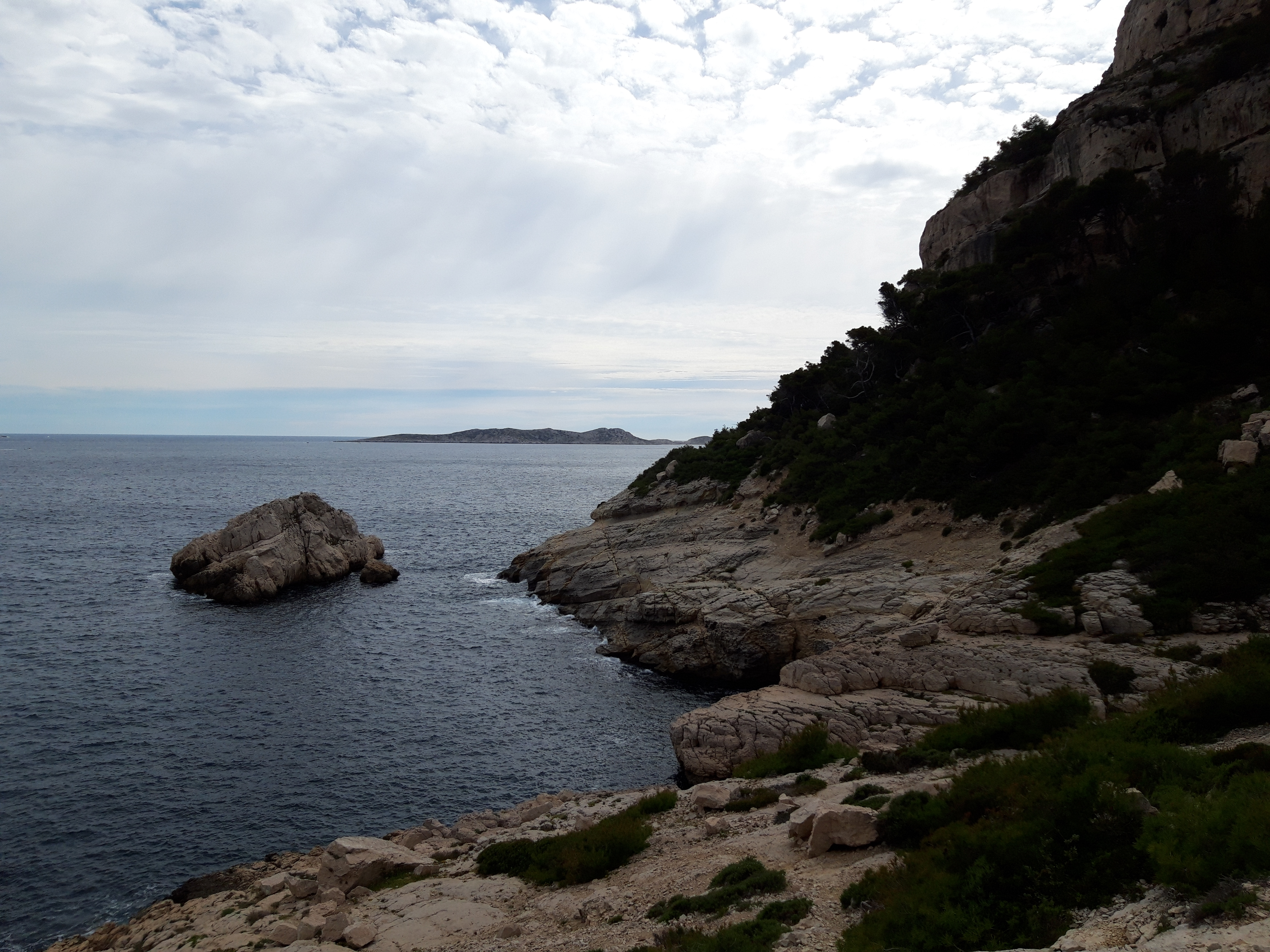
Vue de la calanque de la Mélette.

La calanque de la Mélette est la cinquième calanque du massif de Marseilleveyre, entre Marseille et Cassis.

## Description et localisation
La calanque est évasée et termine le vallon de la Mélette, entre les calanques de Podestat et de Cortiou. Elle est prolongée à l'ouest par la calanque mineure de l'Escu.

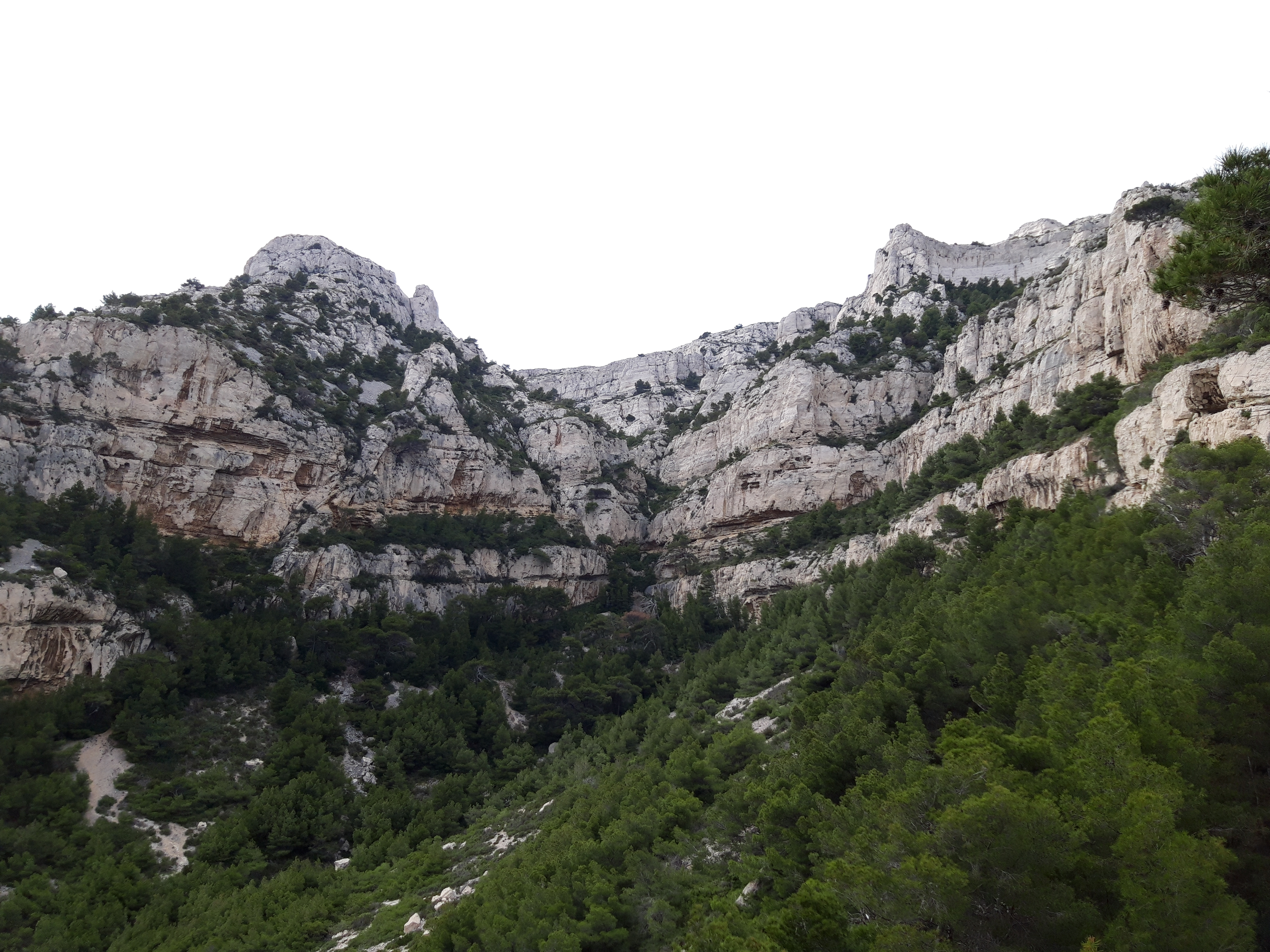
Vue sur le vallon et le pas inférieur de la Mélette depuis la calanque.

Le vallon de la Mélette est lui-même divisé en deux au niveau du pas inférieur de la Mélette, la partie haute du vallon constituant le cirque des Walkyries. Au-delà du pas supérieur de la Mélette, seule échappatoire du cirque, se trouve le plan de Coulon (ou plateau de l'Homme Mort).